# Another Hopeless Summer 2012
Another Hopeless Summer 2012 è una compilation pubblicata il 12 giugno 2012 dall'etichetta Hopeless Records, e contiene 12 tracce pubblicate da band sotto contratto con la casa discografica nel corso dell'ultimo anno.

## Descrizione
With You Around degli Yellowcard è tratta da When You're Through Thinking, Say Yes (Acoustic), versione acustica dell'album omonimo uscito nel 2011, in cui figura come terza traccia. Di questa versione è anche stato girato un video, girato nel garage del direttore Robby Starbuck. Exits and Entrances è il terzo singolo dell'album Best Intentions dei We Are the In Crowd, in cui figura come traccia numero 7. The Revolution è la seconda traccia dell'EP The Revolution EP, pubblicato nel 2012 dai For the Foxes. This Fire è la seconda traccia dell'album Vulnerable dei The Used, uscito sempre nel 2012. Gandhi Mate, Gandhi è la traccia numero 7 nonché secondo singolo del disco A Flash Flood of Colour degli Enter Shikari. SOS è il secondo singolo promozionale da Short Songs, il mini-album dei Silverstein pubblicato ad inizio anno, come terza canzone. Whiskey in Hell è una canzone pubblicata nel 2012 dagli Anarbor. Me vs. the Highway dei The Wonder Years fa parte di un EP split che la band ha realizzato assieme agli Stay Ahead of the Weather intitolato Punk Is Dead. Get a Job. Nowhere BLVD. è la seconda traccia di The Verge, album del 2011 dei There for Tomorrow. Forget and Follow è un singolo dei Divided By Friday pubblicato nel settembre del 2012 come free download. Siren, qui in versione acustica, è la quinta traccia dell'album War Paint dei The Dangerous Summer (2011). Magellan, infine, è la versione acustica dell'omonima traccia presente alla numero 11 dell'album Trips dei Samiam.

## Tracce
1. Yellowcard - With You Around (acoustic version) – 3:05
2. We Are the In Crowd - Exits and Entrances – 3:06
3. For the Foxes - The Revolution – 3:52
4. The Used - This Fire – 3:15
5. Enter Shikari - Gandhi Mate, Gandhi – 4:27
6. Silverstein - SOS – 1:37
7. Anarbor - Whiskey in Hell (rough cut) – 1:19
8. The Wonder Years - Me vs. the Highway – 3:41
9. There for Tomorrow - Nowhere BLVD. – 3:57
10. Divided By Friday - Forget and Follow – 3:18
11. The Dangerous Summer - Siren (acoustic version) – 3:53
12. Samiam - Magellan (acoustic version) – 3:44